# Otto Schmidt (homme politique, 1842)
Pour les articles homonymes, voir Otto Schmidt (homonymie) et Schmidt.
Otto Schmidt (né le 15 juin 1842 à Paderborn et mort le 17 juin 1910 à Berlin) est un juge prussien et député du Reichstag.

## Biographie
Otto Schmidt est le fils du docteur Joseph Hermann Schmidt (de). Il étudie au lycée de Berlin, l'université Frédéric-Guillaume et l'Université d'Innsbruck. À Innsbruck, il devient membre du Corps Rhaetia (de) en 1862. À partir de 1863, il est dans la fonction publique, à partir de 1869 comme assesseur et à partir de 1871 comme juge de district à Karthaus près de Dantzig. À Berlin, il travaille comme juge de la ville (1874) et juge de district (1879). À partir de 1889, il siège à la Chambre des représentants de Prusse À partir de 1893, il représente la 5e circonscription de Minden (Höxter (de), Warburg (de)) au Reichstag pour le Zentrum. Ses deux mandats prennent fin avec sa mort. Il est marié à Anna Grauert depuis 1876. Son fils Karl Schmidt (né en 1890 à Berlin et mort en 1982 à Coesfeld) est issu du mariage.